# Alloporus falcatus
Alloporus falcatus är en mångfotingart som beskrevs av Carl Graf Attems 1928. Alloporus falcatus ingår i släktet Alloporus och familjen Spirostreptidae. Inga underarter finns listade i Catalogue of Life.